# Кокс, Алекс
Александр Кокс (англ. Alexander Cox; род. 15 декабря 1954, Ливерпуль, Ланкашир) — британский кинорежиссер, сценарист, телеведущий, актер. После успеха первых фильмов автора «Сид и Нэнси» и «Конфискатор» и провала фильма «Walker», Кокс обратился в сторону независимого кинематографа. С 2012 года Кокс читает курсы сценарного мастерства кинопроизводства в Колорадском университете в Боулдере.

## Биография

### Ранние годы
Кокс родился в Бебингтоне, графство Чешир, Англия, в 1954 году. Начал обучение в Вустер-колледже в Оксфорде, а затем перешел в Бристольский университет, где специализировался на изучении кино. Алекс Кокс получил стипендию Фулбрайта, что позволило ему учиться в Калифорнийском университете в Лос-Анджелесе, где он окончил Школу театра, кино и телевидения со степенью магистра изящных искусств.
Во время учёбы в киношколе UCLA, Алекс Кокс снял свой первый фильм «Edge City / Sleep for Sissies» (1977), 40-минутный сюрреалистический рассказ о борьбе художника с косным обществом. После окончания университета Кокс вместе с двумя друзьями основал Edge City Productions с целью производства низкобюджетных художественных фильмов. В этот период он пишет сценарий фильма «Конфискатор», и рассчитав, что съемки обойдутся в 70 000 долларов, начинает искать финансирование.

### Голливуд. Период крупных студий (1978—1987)
Американский музыкант и продюсер Майкл Несмит заинтересовался сценарием «Конфискатора» и убедил студию Universal Pictures поддержать проект, увеличив бюджет на сумму свыше миллиона долларов. В ходе производства фильма руководство студии поменялось. Новое руководство урезало бюджет, ограничило прокат фильма Лос-Анджелесом и Чикаго и значительно сократило сроки проката картины.
После успеха саундтрека к фильму, выпущенного отдельным альбомом, в записи которого принимали участие многие популярные панк-группы Лос-Анджелеса, фильм заново вышел в прокат в кинотеатре в Нью-Йорке. Несмотря на то, что картина была доступна на видео и по кабельному телевидению, фильм собрал в прокате 4 000 000 долларов за полтора года.
Следующий фильм Кокса, который продолжал увлекаться панк-музыкой, был снят в Лондоне и Лос-Анджелесе и первоначально назывался Love Kills, но затем был переименован в Sid and Nancy. Картина была тепло принята критиками и фанатами, хотя и подверглась жесткой критике со стороны лидера Sex Pistols Джона Лайдона за некоторые неточности. Производство этого фильма также положило начало сотрудничеству Кокса с Джо Страммером из The Clash, который будет принимать участие в двух следующих фильмах режиссера.
Кокс интересовался Никарагуа и сандинистами (оба его первых фильма ссылались на латиноамериканскую революцию) и посетил страну в 1984 году. В следующем году он надеялся снять там концертный фильм с участием The Clash, The Pogues и Элвиса Костелло. Когда проект не получил поддержки, Кокс решил вместо этого написать сценарий фильма, в котором будет задействовано множество музыкантов. Этим фильмом стал «Прямо в ад» (Straight to Hell), снятый при участии Дика Руда, Джо Страммера, Си Ричардсона и Кортни Лав. Картина снималась в Испании и представляла собой пародию на спагетти-вестерн. «Прямо в ад» широко критиковался, но был успешным в Японии и получил свой преданный фэндом. Позже Алекс Кокс неоднократно говорил о своем давнем интересе к спагетти-вестернам
Интерес Кокса к Никарагуа побудил его приступить к съемкам откровенно политического проекта. Он попросил сценариста Руди Вурлицера написать сценарий на основе жизни известного авантюриста Уильяма Уокера, проводя параллели между историей и современным американским вмешательством в политическую жизнь Никарагуа. Производство картины за 6 000 000 долларов было поддержано компанией Universal, но снятый фильм оказался слишком политизированным и жестким для вкуса студии, и ему было отказано в продвижении. После провала «Walker» в прокате Кокс прекратил свою работу с голливудскими студиями и в течение нескольких лет не снимал ни одного фильма.

### Мексиканский период (1988—1996)
Во время работы над «Walker», Кокс исследовал места для съемок в Мексике и решил, что хочет снять фильм на испанском языке, с местным составом и командой. Вдохновленный стилем мексиканских режиссеров, включая Артуро Рипштейна, Кокс снял большую часть фильма единым дублем, без монтажной склейки. Фильм «El Patrullero» был завершен и выпущен в 1991 году.
Вскоре после этого Кокса пригласили адаптировать любую из новелл Хорхе Луиса Борхеса по своему выбору для канала BBC. Он выбрал рассказ Смерть и Компас . Несмотря на то, что фильм снимался на английском языке, Кокс убедил своих продюсеров позволить ему снимать в Мехико. Этот фильм, как и его предыдущая мексиканская постановка, широко использовал длинные дубли. Законченный 55-минутный фильм вышел на BBC в 1992 году.
Кокс надеялся расширить его в полнометражный фильм, но ВВС не была заинтересована. В 1993 году японские инвесторы выделили режиссеру 100 000 долларов на доработку фильма, но производство вышло за рамки бюджета, что не позволило выделить средства для рекламной кампании. Чтобы получить средства, Кокс взялся за проект под названием The Winner. Фильм был отредактирован без ведома Кокса, и в результате его имя было удалено из титров, но денег было достаточно, чтобы Кокс финансировал завершение «Смерти и Компаса» . Законченный 82-минутный фильм был выпущен ограниченным тиражом в США, где телевизионная версия не транслировалась в 1996 году.

### Ливерпульский период (1997—2006)
В 1996 году продюсер Стивен Немет нанял Алекса Кокса для экранизации повести Хантера Томпсона «Страх и отвращение в Лас-Вегасе». После творческих разногласий Кокс покинул проект, и его место занял Терри Гиллиам. (Позже Кокс судился и выиграл иск, поскольку было установлено, что между черновым и окончательным сценариями было достаточно общего, чтобы предположить, что Гиллиам пользовался наработками Кокса. Гиллиам, в свою очередь, возражал, что сценарии основаны на одной книге, и сходство между ними было следствием этого).
В 1997 году Кокс получил возможность заключил контракт на съемку фильма «Три бизнесмена» (1998) с голландским продюсером Вимом Кайзером. Сначала Кокс хотел снимать в Мексике, но затем переместил историю в Ливерпуль, Роттердам, Токио и Альмерию. Фильм был снят с бюджетом в 250 000 долларов и не демонстрировался в кинотеатрах США.
После этого Кокс вернулся в Ливерпуль и совместно с английским сценаристом Фрэнком Коттреллом-Бойсом создал сценарий фильма «Revengers Tragedy (Трагедия Мстителя, 2002)», основанный на одноимённой пьесе Томаса Мидлтона. Саундтрек к фильму был написан и исполнен британская рок-группой Chumbawamba.
Затем Кокс снял 30-минутный короткометражный фильм для канала ВВС под названием «Я несовершеннолетний правонарушитель — заключи меня в тюрьму!» (2004) — сатиру над реалити-шоу и мелкими преступлениями в Ливерпуле.

### С 2007 года
Роуд-муви «Searchers 2.0» (Искатели 2.0), названный в честь вестерна «The Searchers» (Искатели, 1956), стал фильмом, ознаменовавшим возвращение Кокса в жанр комедии. Фильм не смог добиться проката в кинотеатрах в Америке и Европе, но доступен на DVD.
Алекс Кокс попытался снять продолжение «Конфискатора» под названием «Гавайские каникулы Уолдо», которое был запущен в производство в середине 90-х, но проект развалился, а сценарий был адаптирован в одноименный комикс. Следующая попытка продолжения «Конфискатора» под названием «Repo Chick» (2009), была впервые показана на Венецианском кинофестивале.
В 2013 году Кокс снял фильм по одноименной книге Гарри Гаррисона «Билл — герой Галактики». Деньги на съемку фильма собирали через Kickstarter, в результате было собрано 114 957 долларов из первоначальной цели в 100 000.
В 2017 году Кокс запустил еще один краудфандинговый проект «Надгробие Расёмон», который рассказывает историю о перестрелке у корраля О-Кей с разных точек зрения в стиле Акиро Куросавы.

## Moviedrome
В мае 1988 года Кокс стал ведущим программы телеканала BBC о культовых фильмах Moviedrome. Еженедельный показ известнейших фильмов, отбираемых создателем шоу, продюсером Ником Джонсом, предварялся рассказом Кокса о ленте и ее создании. Ко времени своего ухода из проекта в сентябре 1994 года, Алекс Кокс представил 141 фильм. Различные режиссеры, включая Бена Уитли и Эдгара Райта, упоминали проект Moviedrome как оказавший на них большое влияние.